# Thököly Katalin
Késmárki gróf Thököly Katalin (Késmárk, 1655. április 18. – Gata, 1701. január 26.) Thököly István felvidéki nagybirtokos és Gyulaffy Mária leánya, Thököly Imre nővére.

## Ifjúkora
Harmadik gyermekként jött a világra, kettő lánytestvére közül ő volt a legidősebb. Négyéves korától félárva volt, ekkor vesztette el ugyanis huszonkét éves édesanyját.
Apját, Thököly Istvánt az I. Lipót elleni összeesküvésben való részvételért 1670-ben elítélték. Annak ellenére, hogy tagadta bűnösségét és hűségesküt tett a királynak, elkobozták vagyonát. A dolgok ilyetén alakulására Thököly ellenállásra kényszerült, és a Habsburg-ellenes Wesselényi-felkelés szimbolikus alakjává lett. 1670. november 28-án a császári hadsereg ostrom alá vette Árva várában, ahová gyermekeivel húzódott vissza. A nagybeteg Thököly azonban már december 4-én meghalt, és az őrség december 10-én megnyitotta a kapukat a császári had előtt. Mialatt öccsét, Thököly Imrét apja hívei kiszöktették a várból, Katalin két húgával,  Máriával  és  Évával együtt a megszálló német csapatok fogságába esett.

## Első házassága
Árva várának ostroma idején Thököly Katalin már férjnél volt: néhány nappal az ostrom megkezdése előtt, 1670. november 15-én kötött házasságot Esterházy Ferenccel (1641–1683) a várban. Férje révén az Esterházy családdal került rokonságba, Ferenc ugyanis Esterházy Pál herceg (1681-től nádor) öccse volt. A házasságból kilenc gyermek származott, közülük hatan érték el a felnőttkort:
- Esterházy Mária Rozália (*Pápa, 1672. január 2.; †1689. szeptember 28.), Batthyány Ferenc (†1717) felesége
- Esterházy Borbála (*1673; †Varasd, 1733. szeptember 10.)
- Esterházy Krisztina (*1674; †1717 után)
- Esterházy Antal (*Pápa, 1676. február 3.; †Rodostó, 1722. augusztus 8.), kuruc tábornagy
- Esterházy József (*1682. május 31.; †1748. május 10.), horvát-dalmát bán, országbíró
- Esterházy Ferenc (*1683; †1754. november 25.), tárnokmester, Borsod vármegye főispánja

## Második házassága
Esterházy Ferenc már 1683. október 16-án meghalt. Korai halálát követően és gyermekei kiskorúságának idejére a megözvegyült Katalin vette át az Esterházy-birtokok irányítását. Valószínűleg az 1680-as évek második felében ment másodszor is férjhez, gróf Maximilian Jörgerrel lépett házasságra. Második férjét azonban már 1698-ban eltemette.

## Harmadik házassága
Az 1698-ban másodszor is özvegyen maradt Thököly Katalin még ugyanez évben vagy 1699-ben harmadszor is férjhez ment, Löwenburg Jakab udvari kamarai tanácsos felesége lett. Harmadik férjével együtt emeltette 1701-ben a soproni Szentháromság-szobrot, hálából, hogy megmenekültek az 1695-1701 között dúló pestisjárványtól.

## Halála
Thököly Katalin 1701. január 26-án halt meg Gátán (ma Lajtakáta, Burgenland, Ausztria). Már nem élhette meg a Rákóczi-szabadságharc kitörését, amelyben első házasságából született legidősebb fia, Esterházy Antal is tevékenyen részt vett, 1703-ban még a kurucok ellen harcolt, 1704-ben azonban II. Rákóczi Ferenchez csatlakozott. Rodostóban halt meg 1722-ben.

## Származása
| késmárki gróf Thököly Katalin (Késmárk, 1655. április 18. – Gata, 1701. január 26.) | Apja: késmárki gróf Thököly István (1623. február 5. – Árva vára, 1670. december 4.) felvidéki nagybirtokos | Apai nagyapja: késmárki báró Thököly István (1581. december 12. – 1651. november 8.) felvidéki nagybirtokos | Apai nagyapai dédapja: késmárki báró Thököly Sebestyén (1550 körül – 1607) felvidéki nagybirtokos                                                 |
| késmárki gróf Thököly Katalin (Késmárk, 1655. április 18. – Gata, 1701. január 26.) | Apja: késmárki gróf Thököly István (1623. február 5. – Árva vára, 1670. december 4.) felvidéki nagybirtokos | Apai nagyapja: késmárki báró Thököly István (1581. december 12. – 1651. november 8.) felvidéki nagybirtokos | Apai nagyapai dédanyja: nagylúcsei báró Dóczy Zsuzsanna (1550 körül – 1596)                                                                       |
| késmárki gróf Thököly Katalin (Késmárk, 1655. április 18. – Gata, 1701. január 26.) | Apja: késmárki gróf Thököly István (1623. február 5. – Árva vára, 1670. december 4.) felvidéki nagybirtokos | Apai nagyanyja: bethlenfalvi gróf Thurzó Katalin (1600 körül – 1647)                                        | Apai nagyanyai dédapja: bethlenfalvi gróf Thurzó György (Zsolnalitva, 1567. szeptember 2. – Nagybiccse, 1616. december 26.) nádor, örökös főispán |
| késmárki gróf Thököly Katalin (Késmárk, 1655. április 18. – Gata, 1701. január 26.) | Apja: késmárki gróf Thököly István (1623. február 5. – Árva vára, 1670. december 4.) felvidéki nagybirtokos | Apai nagyanyja: bethlenfalvi gróf Thurzó Katalin (1600 körül – 1647)                                        | Apai nagyanyai dédanyja: coborszentmihályi báró Czobor Erzsébet (1572 – Szomolány, 1626. március 31.)                                             |
| késmárki gróf Thököly Katalin (Késmárk, 1655. április 18. – Gata, 1701. január 26.) | Anyja: rátóti gróf Gyulaffy Mária (1637 – 1659. november 19.)                                               | Anyai nagyapja: rátóti gróf Gyulaffy Sámuel (1600 körül – ?) főispán                                        | Anyai nagyapai dédapja: rátóti gróf Gyulaffy László (? – Nagysurány, 1603. július 28.) udvari főkapitány                                          |
| késmárki gróf Thököly Katalin (Késmárk, 1655. április 18. – Gata, 1701. január 26.) | Anyja: rátóti gróf Gyulaffy Mária (1637 – 1659. november 19.)                                               | Anyai nagyapja: rátóti gróf Gyulaffy Sámuel (1600 körül – ?) főispán                                        | Anyai nagyapai dédanyja: rimaszécsi gróf Széchy Kata (? – 1637. március)                                                                          |
| késmárki gróf Thököly Katalin (Késmárk, 1655. április 18. – Gata, 1701. január 26.) | Anyja: rátóti gróf Gyulaffy Mária (1637 – 1659. november 19.)                                               | Anyai nagyanyja: iktári gróf Bethlen Anna (1600 körül – Kisszekeres, 1651)                                  | Anyai nagyanyai dédapja: iktári gróf Bethlen István (Marosillye, 1582 – Ecsed, 1648. január 10.) főispán, erdélyi fejedelem                       |
| késmárki gróf Thököly Katalin (Késmárk, 1655. április 18. – Gata, 1701. január 26.) | Anyja: rátóti gróf Gyulaffy Mária (1637 – 1659. november 19.)                                               | Anyai nagyanyja: iktári gróf Bethlen Anna (1600 körül – Kisszekeres, 1651)                                  | Anyai nagyanyai dédanyja: nagymihályi gróf Csáky Krisztina (1570 körül – ?)                                                                       |

## Külső hivatkozások
- Angyal Dávid: Késmárki Thököly Imre, I-II. kötet. Budapest, 1888-1889.
- Csákvár és az Esterházyak